# BD-17°63b
BD-17°63b是一颗位于鲸鱼座、距离地球113光年的系外行星，其母星为K型主序星BD-17°63。该行星的质量下限为5.1倍木星质量，其轨道与母星的距离为1.34天文单位，轨道周期为656地球日。
2008年10月26日，莫托等人使用位于智利阿他加马沙漠的欧洲南方天文台3.6米望远镜上的高精度径向速度行星搜索器发现了该行星。